# Multimetro

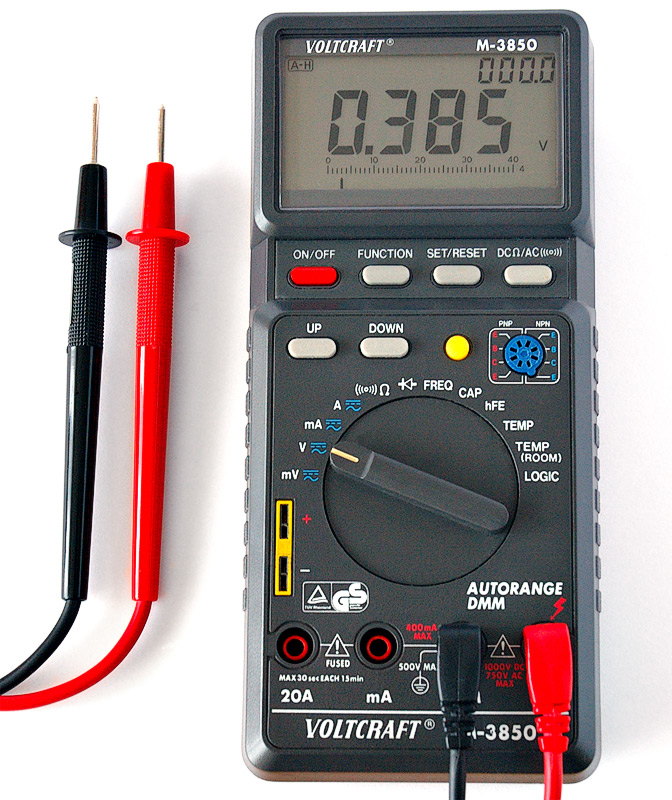
Un classico multimetro digitale

Un multimetro (conosciuto anche come analizzatore o dall'inglese tester) è uno strumento di misura di diverse grandezze elettriche in un'unica unità, tra cui la corrente, la tensione, la resistenza, la frequenza e l'attenuazione. Si presenta come una scatola dotata di una finestra di lettura (quadrante analogico a indice mobile oppure display digitale), uno o più comandi posti sul pannello frontale e almeno due boccole elettriche a cui collegare le sonde di misura (cavetti di diverso colore, terminanti con puntali ad impugnatura isolata).

## Storia
Il primo dispositivo che potrebbe essere considerato un predecessore del multimetro è comparso nel 1820 ed era uno strumento di rilevamento della corrente con puntatore mobile, chiamato galvanometro. Progettato solo per rilevare la corrente elettrica e in grado di far muovere l'ago di una bussola, il galvanometro era utile in laboratorio, ma molto ingombrante e delicato, quindi poco pratico per il lavoro sul campo.
Il multimetro, come dice il nome è uno strumento elettronico che racchiude multe funzioni, letture ecc.(nel campo dell'elettronica) è ad oggi il risultato di aggiornamenti nel tempo dell'apparecchio, grazie all'avanzamento tecnologico e nuovi Brevetti.
Passando da un sistema analogico (a lancetta) a uno digitale (schermo LCD);
Passando dal Galvanometro, ad avere voltimetro(voltaggioV),amperometro(amperaggio A), ohmetro (resistenza elettrica ohm) a lettura di diodi e transistor (hfe), in corrente AC o DC. Ad arrivare a sonda lettura temperatura o di campo magnetico (emf).
L'invensione del primo multimetro è attribuita a Donald Macadie, un tecnico del British Post Office, nel 1920.
La storia narra che, stanco di dover portare con sé una serie di strumenti diversi per gli interventi sulle linee di telecomunicazione, abbia deciso di creare uno strumento unico in grado di misurare ampere, volt e ohm. Il che ha portato allo strumento denominato AVOmetro.
Il primo AVOmetro era piuttosto ingombrante rispetto ai multimetri digitali a cui siamo abituati oggi. Ma nei suoi primi dieci anni di vita, il multimetro ha subito una notevole riduzione, per raggiungere una versione portatile con una gamma e funzionalità aggiuntive negli anni '30.
La storia del voltmetro prende davvero forma quando Westinghouse introduce il primo misuratore universale. Gli AVOmetri originali misuravano solo corrente continua (CC), resistenza e tensione in 13 diverse gamme. Con la realizzazione del "raddrizzatore di ossido di rame ", è stata introdotta la capacità di misurare la corrente alternata (CA) e le gamme sono passate da 13 a 20.
Il primo voltmetro digitale
Non è passato molto tempo prima della comparsa dei display analogici. Già negli anni '50, gli ingegneri stavano cercando di realizzare un voltmetro digitale a stato solido. Ma la tecnologia disponibile non sarebbe stata in grado di supportare questa idea fino agli anni '70. In questo periodo, i semiconduttori sono diventati abbastanza economici da rendere i progetti pratici.
Oggi ci sono sistemi anche computerizzati o interfaccie pc per funzioni simili, programmi e app.

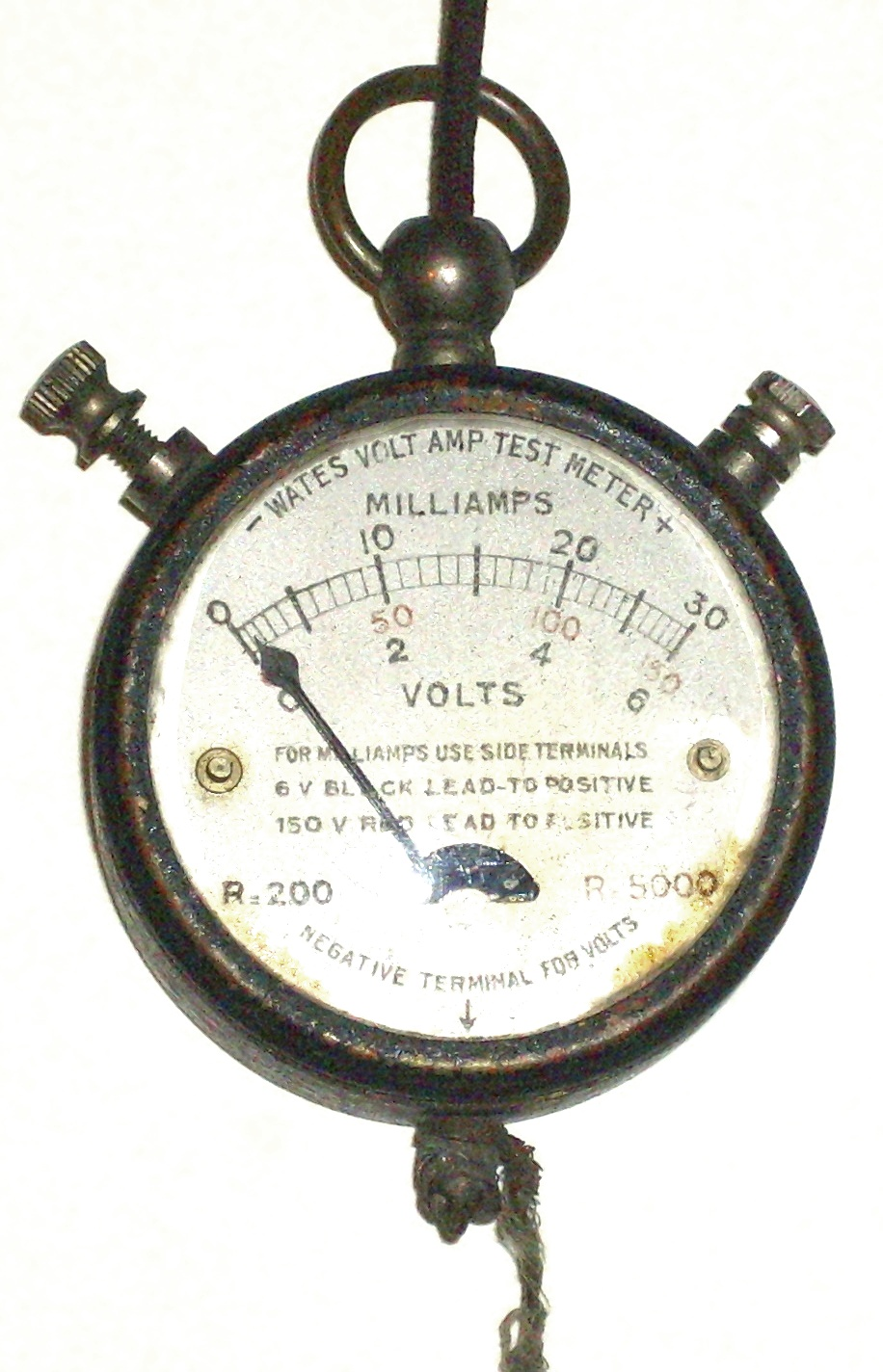
Multimetro tascabile degli anni '20.

## Misure

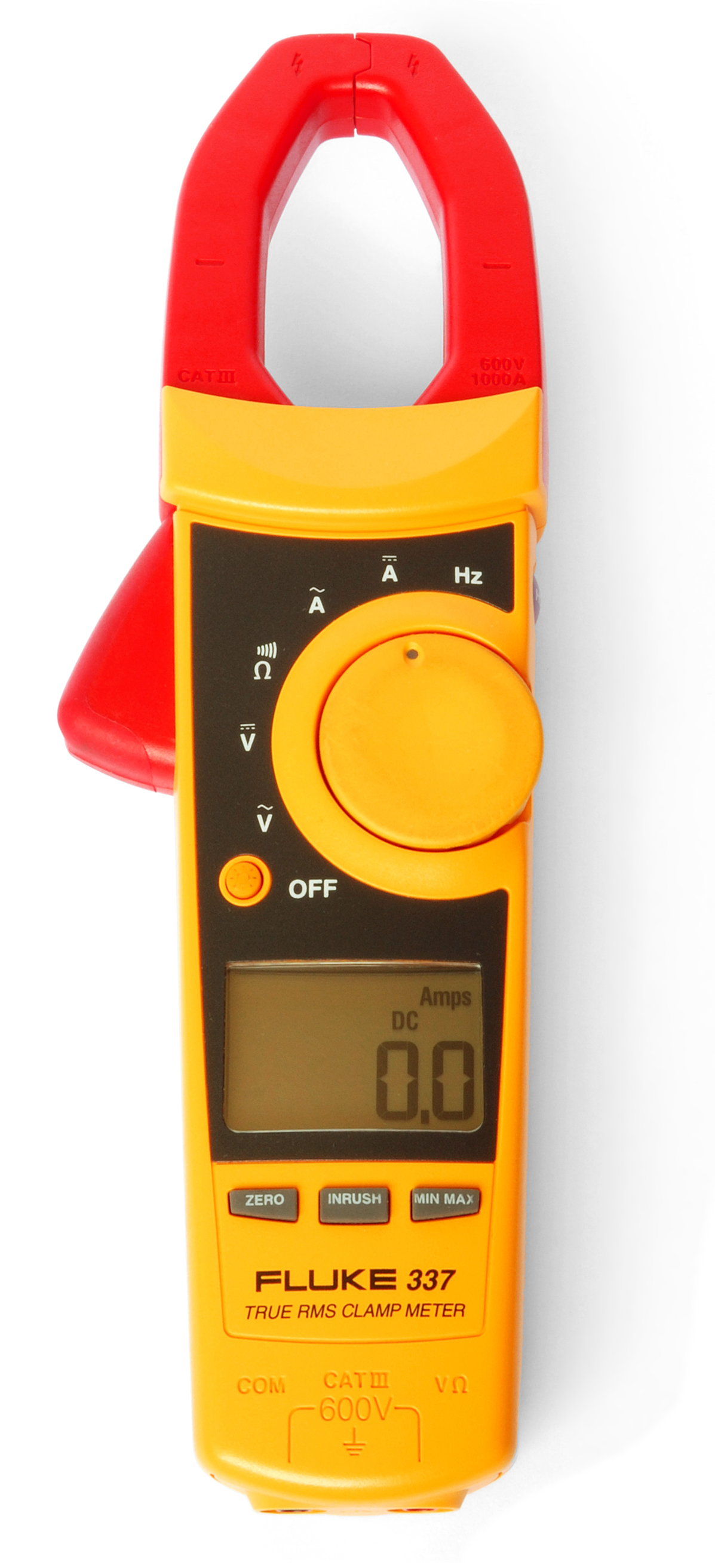
Multimetro con pinza amperometrica.

Nella versione più semplice un multimetro consente almeno la misurazione delle seguenti grandezze:
- Tensione continua e alternata
- Corrente continua
- Resistenza elettrica
- Corrente alternata (non sempre presente nei multimetri più economici).

Per quanto riguarda le misure di tensione e corrente in alternata, i multimetri economici non misurano il vero valore efficace, ma lo ricostruiscono matematicamente dal valore di picco della semionda, sotto l'ipotesi di essere in presenza di una sinusoide perfetta (cosa non sempre vera).
Altre funzioni che si possono trovare in un multimetro sono:
- Misura dei veri valori efficaci e di picco di tensioni e correnti alternate anche in presenza di forme d'onda distorte;
- Misura di capacità elettrica e (più raramente) di induttanza;
- Misura di frequenza;
- Test di continuità, con segnale acustico quando c'è continuità elettrica nel tratto di circuito in esame;
- Prova di diodi (conduttanza diretta ed inversa) e di transistor (misura di guadagno {\displaystyle h_{\text{FE}}});
- Misura di correnti elevate mediante shunt esterni o pinze amperometriche;
- Misura di temperatura con sensore interno allo strumento o per mezzo di sonde esterne (termocoppie o termistori);
- Oscillatori e rilevatori di media frequenza per interventi su apparecchi radio;
- Un basilare oscilloscopio, solo nei modelli digitali high-end a microprocessore dotati di display grafico a matrice di punti;
- Funzioni specifiche per elettrauto, tecnici telefonici, informatici, ecc.

## Tipologia
I multimetri si dividono in:

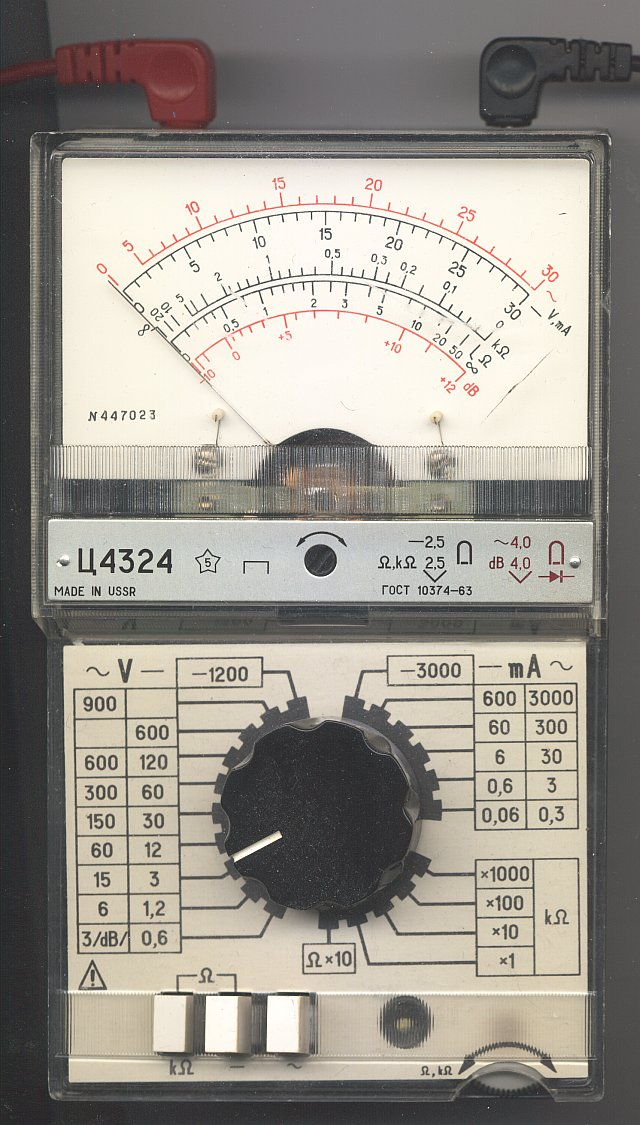
Un multimetro analogico

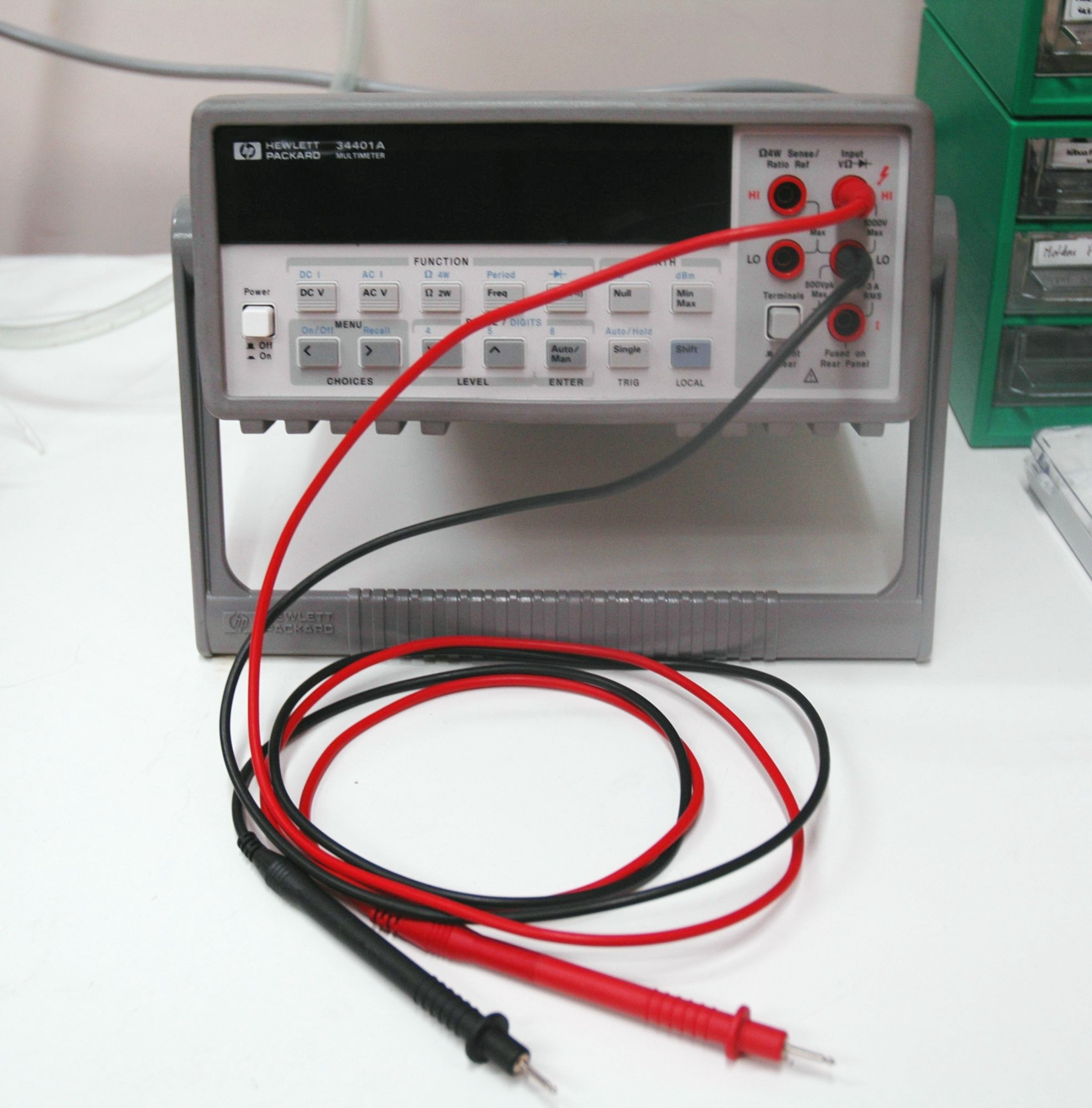
Esempio di multimetro da banco

- Digitali: mostrano il valore misurato su un display a sette segmenti, in tecnologia LED, LCD o fluorescente.
- Analogici: in uso da molto più tempo, la lettura è data da un indice che si sposta sopra una scala graduata di un galvanometro.
- A comparazione: consentono una stima grossolana ma molto agevole; non hanno display o galvanometri, ma soltanto un comando regolabile graduato, manovrando il quale - al raggiungimento del valore cercato - un segnalatore (ottico o acustico) mostra l'avvenuta coincidenza.

Sono costruiti in due versioni:
- Palmari: molto maneggevoli, non hanno necessità di disporre di alimentazione esterna in quanto hanno al loro interno le batterie necessarie per l'alimentazione del circuito di misura. Nel caso dei multimetri analogici, l'alimentazione è necessaria solo per la misurazione della resistenza elettrica o per le funzioni aggiuntive, in quanto la misura di corrente e tensione avviene sfruttando l'energia del circuito in esame.
- Portatili e da banco: sono usati prevalentemente in un posto fisso di lavoro, avendo necessità di un'alimentazione elettrica esterna per funzionare; questi ultimi hanno generalmente prestazioni superiori e la possibilità di essere collegati in rete con altri strumenti tramite bus IEEE-488, ed essere gestiti da computer.

I vari tipi di multimetri in commercio, il cui prezzo può variare da una decina di euro dei modelli base di scarsa qualità a parecchie migliaia di euro dei modelli più sofisticati, hanno caratteristiche diverse. Generalmente ad un prezzo superiore corrisponde un prodotto migliore non solo in termini di precisione, numero di campi di misura e numero di portate, ma anche dal punto di vista della sicurezza.
La bontà di un multimetro si può valutare anche dalla sua impedenza o resistenza in ingresso, ovvero quanto il multimetro va a "caricare" il circuito in esame. Questa impedenza, misurata in ohm/volt, è funzione dell'intervallo su cui è impostato il multimetro: per esempio, se dichiarato per 20 kohm/V avrà resistenza in ingresso per 100 V di 2 Mohm.  Un multimetro per uso elettronico o radioelettrico deve avere come minimo resistenza in ingresso di 20 kohm/V data la piccola entità dei segnali in gioco e la generalmente alta impedenza dei circuiti in esame: un'impedenza più bassa carica maggiormente il circuito in esame rendendo meno affidabile la lettura.
La sicurezza dell'utilizzatore è fondamentale: la presenza di doppio isolamento e di protezione degli ingressi aiuta a evitare problemi o lesioni all'utilizzatore e danni allo strumento in caso di utilizzo errato.

### Differenza tra analogico e digitale
Esistono in commercio sia multimetri analogici sia multimetri digitali, ciascuno con proprie caratteristiche peculiari che lo fanno preferire in alcuni ambiti. Nel tempo sono anche stati prodotti modelli di multimetro dotati sia di display digitale sia di quadrante analogico (o di una piccola barretta mobile che lo simula sul display) per combinare i pregi di entrambi gli apparecchi.
I multimetri digitali vengono scelti in base alle specifiche che riguardano risoluzione, cifre e punti: la risoluzione indica la qualità della misura che uno strumento può effettuare, vale a dire come risponde lo strumento alla variazione del segnale di ingresso. Si classificano i multimetri digitali in base al numero di punti o di cifre che possono visualizzare: un comune strumento a 3 1/2 cifre può visualizzare tre cifre complete ed una ‘mezza’ cifra, dove con "mezza" cifra si intende che può assumere solo il valore di 0 oppure 1. Un siffatto display può quindi visualizzare numeri compresi tra 0000 e 1999. La regolazione del fondo scala sposta il punto decimale all'interno del display, permettendo quindi misure tra 0,000 e 1,999; 00,00 e 19,99; 000,0 e 199,9; 0000 e 1999. In questo esempio sono stati volutamente scritti tutti gli zeri per meglio rendere l'idea delle cifre decimali utilizzabili nelle varie scale di misura. Un modello a 4 1/2 cifre invece, con lo stesso criterio, offrirà la possibilità di effettuare misure comprese tra 00000 e 19999.
La precisione negli strumenti digitali è riferita alla misura (come minimo 0,5% per essere accettabile), mentre negli analogici è riferita al fondoscala (e compresa di norma tra 1% e 3%). Lo strumento digitale, sebbene più diffuso, non ha reso completamente obsoleto l'analogico; la misura indicata sul display degli strumenti digitali non è però affetta da errori di parallasse, e dagli errori del dettaglio della scala graduata.
Lo strumento analogico viene preferito quando il segnale presenta piccole e rapide variazioni nel tempo, in quanto la lancetta dello strumento grazie alla sua inerzia meccanica riesce a mediare l'andamento del segnale mentre la logica del display elettronico, in particolare su molti multimetri economici, spesso non riesce a mostrare un valore ragionevolmente stabile ed introduce perciò errori sistematici di misurazione; inoltre l'analogico ha il pregio di non richiedere batterie se interessa misurare solamente tensioni o correnti.
Per unire i due vantaggi, nei modelli digitali portatili più sofisticati, viene aggiunta sul display la visualizzazione del livello del segnale simulata con un cursore analogico. In alcuni modelli spesso è presente una funzione di "hold", cioè di blocco del valore letto, per esempio sul valore massimo o minimo misurato. Altri più avanzati integrano il calcolo della differenza su un valore di riferimento, il valore minimo, medio e massimo con la possibilità di registrare alcuni valori (log).
I modelli "autoranging" sono in grado di scegliere autonomamente la scala di misurazione adeguata al tipo di misura che si vuole effettuare: in questo caso si sceglie solo la grandezza da misurare (Ω, V, A) e lo strumento autonomamente decide il fondoscala da utilizzare

### Categorie
Lo standard CEN EN 61010 definisce quattro categorie di multimetri, identificate con numerazione romana, in cui una numerazione più elevata indica uno strumento adatto a misure su circuiti aventi tensioni e potenze maggiori:
- CAT I: uso per correnti, tensioni e potenze molto basse;
- CAT II: uso per impianti elettrici domestici o residenziali;
- CAT III: uso con carichi di potenza come pannelli di distribuzione, motori, prese di distribuzione;
- CAT IV: uso per correnti, tensioni e potenze molto alte come per esempio quadri di distribuzione generale, quadri di misura di grandi impianti.

Una suddivisione di questo tipo però si presta ad alcuni equivoci in quanto un multimetro conforme, per esempio, alla CAT II e adatto per misure fino a 1000 V non è migliore di un multimetro conforme alla CAT III ma adatto a misure solo fino a 600 V. Tanto più alta è la categoria, tanto più il multimetro è sicuro. I puntali devono essere pienamente compatibili con la categoria del multimetro in uso, oppure di categoria superiore.

## Funzionamento
Il multimetro analogico è basato su un galvanometro e pertanto assorbe energia dal circuito in esame per fornire il risultato della misura. Se è necessario assorbire poca energia dal circuito conviene utilizzare un multimetro digitale che ha una più elevata impedenza di ingresso. Alcuni multimetri digitali hanno comunque una modalità a bassa impedenza per ridurre l'errore di misurazione indotto da campi elettromagnetici esterni su componenti non energizzati: la funzione della misura della tensione in bassa impedenza è utile per scovare le cosiddette "tensioni fantasma", ovvero una apparente tensione presente su cavi non collegati ad un circuito elettrico.
Il galvanometro è composto da un magnete permanente in cui è posta una bobina libera di ruotare perpendicolarmente alle linee del campo magnetico. Facendo circolare una corrente nella bobina nasce una coppia motrice che tende a farla ruotare; una molla a spirale calibrata si oppone alla rotazione finché la sua coppia resistente eguaglia la coppia motrice; di conseguenza, lo spostamento dell'indice è proporzionale all'intensità di corrente che circola nelle spire. Il fondo scala dello strumento è determinato dalla sua resistenza interna. Collegando resistenze diverse al galvanometro, in parallelo se si usa lo strumento come amperometro o in serie se si usa lo strumento come voltmetro, si può selezionare il fondo scala dello strumento, tramite comando a tasti o un commutatore rotante, oppure spostando gli spinotti dei puntali sulle varie prese presenti.
Il multimetro analogico è sempre dotato di una batteria per poter eseguire misure di resistenze. Il multimetro digitale sfrutta a questo scopo la sua stessa batteria di alimentazione.

## Errori sistematici
Utilizzando il multimetro bisogna ricordare che esso assorbe energia dal circuito sotto esame, ovvero, durante la misura, nel punto del circuito in analisi viene aggiunto il valore resistivo (impedenza di ingresso) del multimetro. Il valore standard dei multimetri da banco digitali è di 10 Mohm.

## Accorgimenti
Per poter usare in modo corretto o migliorare la precisione di lettura si adottano:
- Specchi sotto la lancetta: sistema usato solo per gli strumenti analogici, per poter ridurre/annullare l'incertezza di parallasse.
- Corretta posizione: accorgimento necessario solo per gli strumenti analogici, che sono progettati per essere usati solo in una determinata posizione (generalmente orizzontale); in posizione diversa l'indice può indicare un valore falsato.
- Scelta della scala: accorgimento valido per qualsiasi strumento: iniziare sempre la lettura impostando un fondo scala elevato, per poi scendere gradatamente fino a che il valore letto si avvicini senza superarlo al valore massimo della scala, in modo da non sovraccaricare il circuito interno e, negli strumenti a indice, l'equipaggio mobile che è meccanicamente molto delicato, nonché avere una maggiore precisione. Il problema della scelta non sussiste per i digitali "autoranging".
- Posizione di zero: presente in alcuni strumenti analogici, tale posizione cortocircuita elettricamente il galvanometro, e grazie alla forza controelettromotrice, i movimenti sono smorzati; ciò è utile durante il trasporto.